# Styckerskan från Lilla Burma
Styckerskan från Lilla Burma är en kriminalroman av Håkan Nesser från 2012. Det är den femte boken i en serie om kriminalinspektör Gunnar Barbarotti i den fiktiva svenska staden Kymlinge.
Del ett i serien är Människa utan hund (2006), del två är En helt annan historia (2007), del tre är Berättelse om herr Roos (2008) och del fyra är De ensamma (2011).